# Poliaenus abietis
Poliaenus abietis là một loài bọ cánh cứng trong họ Cerambycidae.